# Saserna grynia
Saserna grynia är en fjärilsart som beskrevs av Paul Dognin 1912. Saserna grynia ingår i släktet Saserna och familjen nattflyn. Inga underarter finns listade.